# Elaine Zayak
Elaine Kathryn Zayak (Paramus, 4 aprile 1965) è un'ex pattinatrice artistica su ghiaccio statunitense.

## Palmarès
| Internazionali              | Internazionali | Internazionali | Internazionali | Internazionali | Internazionali | Internazionali | Internazionali |
| Evento                      | 1978–79        | 1979–80        | 1980–81        | 1981–82        | 1982–83        | 1983–84        | 1993–94        |
| --------------------------- | -------------- | -------------- | -------------- | -------------- | -------------- | -------------- | -------------- |
| Giochi olimpici invernali   |                |                |                |                |                | 6°             |                |
| Campionati mondiali         |                | 11°            | 2°             | 1°             | R              | 3°             |                |
| Skate America               |                |                |                | 2°             |                |                |                |
| Skate Canada                |                |                | 1°             |                |                |                |                |
| St. Ivel International      |                |                |                |                | 1°             |                |                |
| Prague Skate                |                | 1°             |                |                |                |                |                |
| International Challenge Cup |                | 2°             |                | 2°             |                |                |                |
| Goodwill Games              |                |                |                |                |                |                | 8°             |
| Internazionali: Junior      |                |                |                |                |                |                |                |
| Campionati mondiali         | 1°             |                |                |                |                |                |                |
| Nazionali                   |                |                |                |                |                |                |                |
| Campionati statunitensi     |                | 4°             | 1°             | 3°             | 2°             | 3°             | 4°             |
| R = Ritirata                |                |                |                |                |                |                |                |